# Ор (притока Уралу)

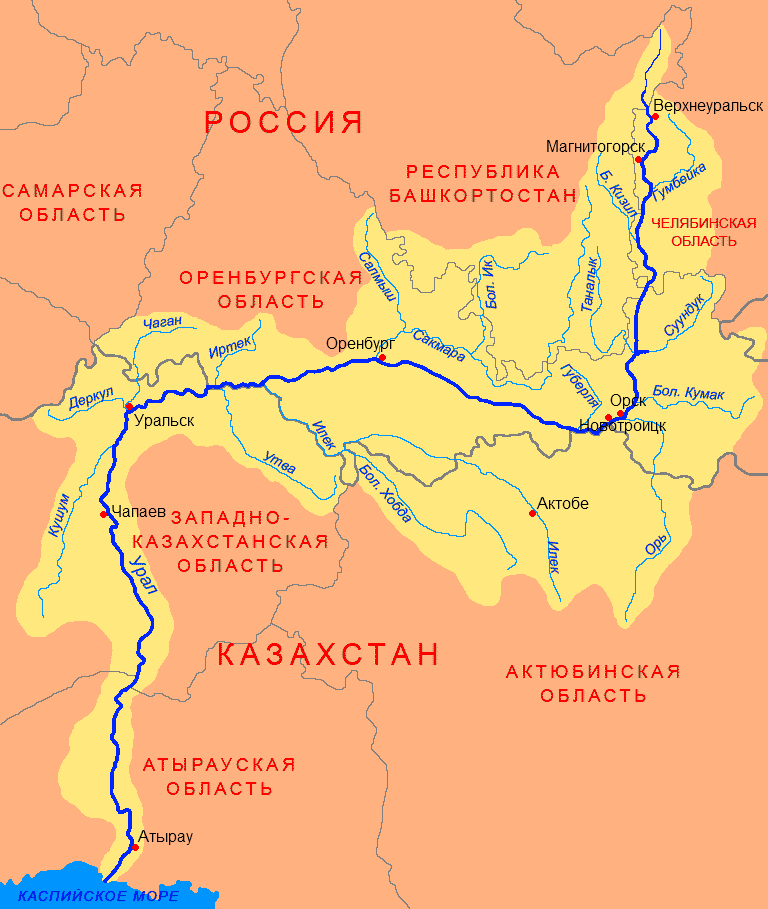
Басейн річки Урал

Ор (каз. Ор, рос. Орь) — річка в Актюбінській області Казахстану й Оренбурзькій області Росії, ліва притока Уралу.

## Географія
Довжина річки 332 км, площа басейну 18 600 км². Утворюється злиттям річок Шійлі та Терісбутак, що беруть початок на західних схилах гір Мугоджари.
Живлення переважно снігове. Середньорічна витрата води (у 61 км від гирла) — 21,3 м³/с. Повінь з квітня до середини травня, в інші пори року глибока межень. Замерзає у 2-й половині жовтня — листопаді, скресає в кінці березня — квітні. Води річки використовуються для водопостачання і зрошування. Впадає в річку Урал у місті Орськ.

## Історія
1735 року в місці впадання річки Ор в Урал була закладена Орська фортеця з населеним пунктом Оренбург, який пізніше був перенесений нижче за течією Уралу (сучасний Оренбург — адміністративний центр Оренбурзької області), а на колишньому місці залишилася лише Орська фортеця (нині місто Орськ). Таким чином, Ор дав назву двом існуючим нині містам.